# Добродетельные язычники

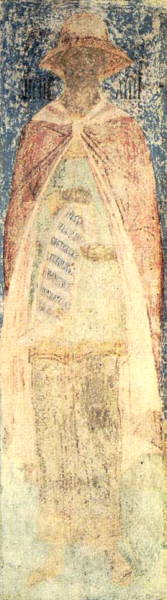
Вергилий. Фреска из Благовещенского собора Московского Кремля

Доброде́тельные язы́чники — в христианском богословии язычники, не знавшие Христа, но ведшие высоконравственную жизнь, которые будут спасены. Хотя идея «христиан до Христа» встречалась ещё в раннем христианстве (в частности, у Климента Александрийского и Максима Исповедника), окончательно она оформилась в Средние века после определённого переосмысления античной культуры.

## Католицизм
Катехизис, составленный Тридентским собором (1545), утверждал, опираясь на мнение Фомы Аквинского, что души добродетельных язычников помещены в лимб, находящийся между адом и раем, и были освобождены от адских мук во время сошествия Христа во ад.

## Православие
Представление о добродетельных язычниках не ограничивается одной только католической традицией. В православных храмах Греции, России и некоторых других стран встречаются изображения античных поэтов и философов, держащих в руках свитки с изречениями, близкими к христианским представлениям о Боге, или пророчествами о Христе. Например, в росписях Благовещенского собора Московского Кремля имеются подобные изображения Аристотеля, Фукидида, Птолемея, Зенона, Плутарха, Платона, Сократа, Вергилия и других деятелей античной культуры.